# Volontärbacken
Volontärbacken är ett bostadsområde i Ronneby som byggdes under inledningen av miljonprogrammet. Stadsdelen består bland annat av tre kvarter, som färdigställdes 1962 till 1965. Flerbostadshusen byggdes med en tidstypisk utformning med gult lertegel som fasadbeklädnad och målade balkonger i rött eller grönt. Bebyggelsen av lamellhus komplettetades 2015 med ett nytt punkthus.
Platsen har fått sitt namn av att där tidigare låg en volontärskola från 1891 till 1904 tillhörande Blekinge bataljon. De gamla volontärbyggnaderna är sedan länge rivna och idag ligger vårdinrättningar som tandvård, barnavårdscentral och apotek inom det gamla kasernområdet på stadsdelens östra sida. Volontärskolans placering framgår bland annat av häradsekonomiska kartan från 1915.